# Diari d'un lladre de Shinjuku
Diari d'un lladre de Shinjuku (japonès: 新宿泥棒日記 (Shinjuku Dorobō Nikki)) és una pel·lícula japonesa dramàtica dirigida per Nagisa Ōshima el 1969. S'emmarca en la nova onada japonesa i ha estat subtitulada al català.

## Sinopsi
Un noi que es fa dir Birdie prova de furtar en una llibreria de la cadena Kinokuniya ubicada a Shinjuku. Tanmateix, l'enxampa l'Umeko, l'aparent dependenta, amb qui s'aventura en una història enrevessada i plena de rareses que inclou delictes lleus, l'alliberament sexual femení i una representació de kabuki.

## Repartiment
- Tadanori Yokoo com a Birdie Hilltop
- Rie Yokoyama com a Umeko Suzuki
- Kei Satō
- Jūrō Kara com a si mateix i com a cantant
- Moichi Tanabe
- Tetsu Takahashi
- Rokko Toura com a si mateix
- Fumio Watanabe com a si mateix
- Reisen Ri

## Producció
La pel·lícula va ser dirigida per Nagisa Ōshima, amb una influència notòria de la nouvelle vague, i va ser dedicada a Jean Genet. L'empresa productora era Art Theatre Guild.

## Distribució
Pel que fa a la distribució, se'n va fer càrrec Art Theatre Guild, com també d'un seguit d'altres títols del mateix director: Kōshikei, Gishiki, Tōkyō sensō sengo hiwa i Shōnen. El film en qüestió va ser presentat a la Quinzena dels realitzadors de la secció paral·lela del 22è Festival Internacional de Cinema de Canes, juntament amb Kōshikei, el mateix any que es va publicar. També va ser projectat en la secció de Retrospectiva Clàssica del Festival Internacional de Cinema de Sant Sebastià 2013, en què es va homenatjar el difunt director japonès. A més a més, va arribar a Sydney el 2021 pel Festival de Cinema Japonès d'Austràlia.

## Recepció
És un dels films d'Ōshima més ben considerats, alhora que un dels més provocadors i lliures que va dirigir. Segons la ressenya del Time Out, està inspirat en les protestes universitàries japoneses de 1968, liderades per Zengakuren en el marc del moviment del 68. La fitxa de la Filmoteca de Catalunya el descriu com «un film d’arrels teatrals i contorns surrealistes que reivindica el plaer sexual com a via per conquerir la llibertat».
D'altra banda, Roger Greenspun del The New York Times va qualificar la pel·lícula d'avorrida i va assegurar que «fa la impressió d'haver estat realitzada amb la mera intenció de demostrar del que s'és capaç». En la mateixa línia, Ronald Bergan va descriure-la així en la necrològica d'Ōshima de The Guardian: «un agitprop explosiu en format cinematogràfic que equipara l'alliberament sexual amb la revolució i que té un impacte progressivament marginal».